# ماثيو وايت
ماثيو وايت (26 سبتمبر 1969 في المملكة المتحدة - ) (بالإنجليزية: Matthew White)‏ هو لاعب كريكت بريطاني. لعب مع نادي مقاطعة بيدفوردشير للكريكت ‏.

## وصلات خارجية
- ماثيو وايت على موقع إي آس بي آن كريك إنفو (الإنجليزية)